# Cap Gros de Muleta
El cap gros de Muleta o de Moleta és un cap situat a l'oest del Port de Sóller, a l'illa de Mallorca.